# Ischyropalpus bipartitus
Ischyropalpus bipartitus är en skalbaggsart som först beskrevs av Thomas Casey 1895.  Ischyropalpus bipartitus ingår i släktet Ischyropalpus och familjen kvickbaggar. Inga underarter finns listade i Catalogue of Life.